# مسرح ويمبلدون الجديد
مسرح ويمبلدون الجديد يقع في برودواي، ويمبلدون في لندن. يتسعُ المسرح ل 1670 شخصًا وتم بناءه في عام 1910.